# Spodnje Verjane
Spodnje Verjane – wieś w Słowenii, w gminie Sveta Trojica v Slovenskih goricah. W 2018 roku liczyła 18 mieszkańców.